# Lenka Antošová

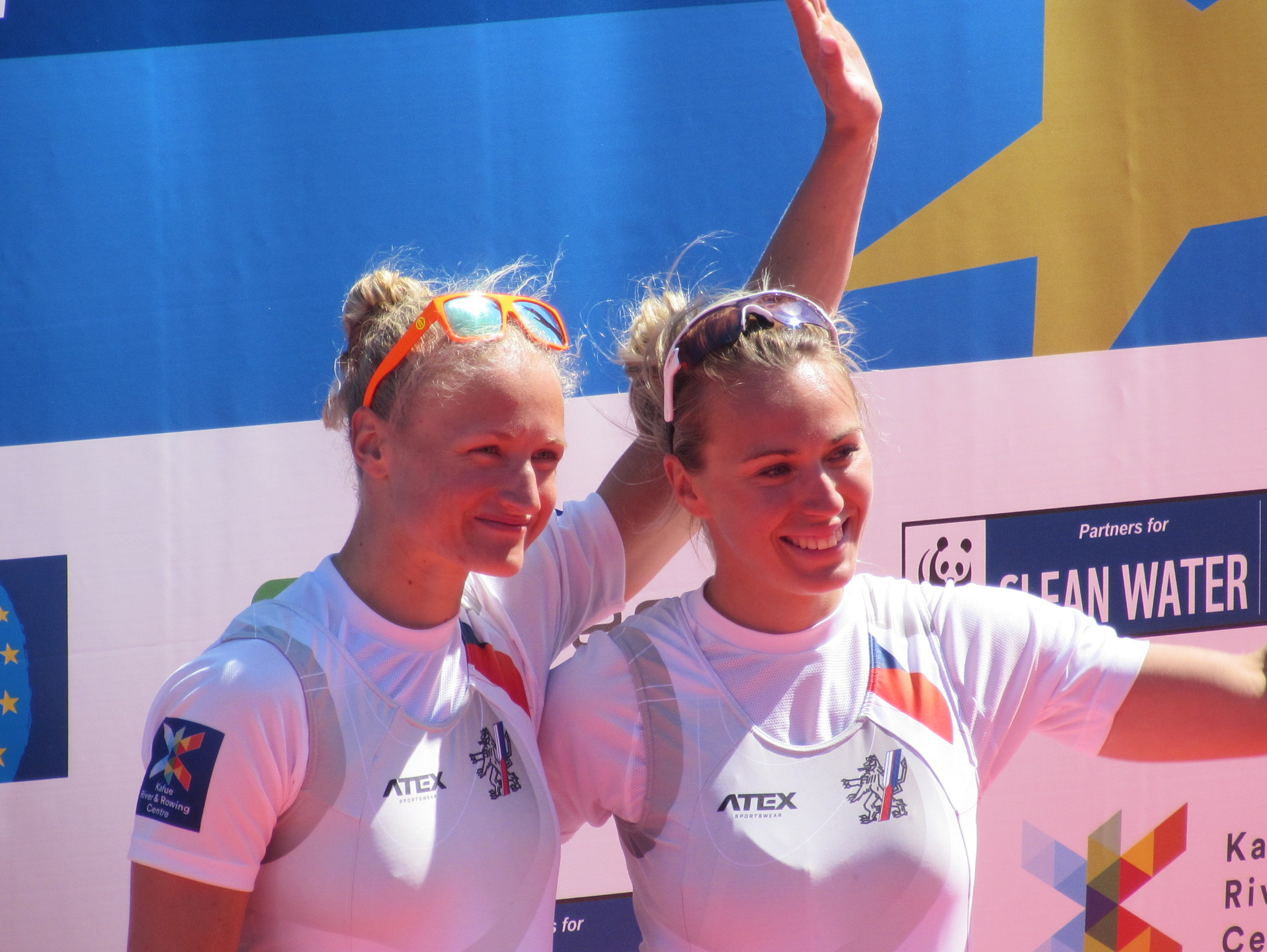
Lenka Antošová (links) und Kristýna Fleissnerová bei der Ruder-EM 2016

Lenka Antošová (* 27. September 1991 in Děčín) ist eine tschechische Ruderin. Sie war 2017 Europameisterin.

## Sportliche Karriere
Lenka Antošová begann 2002 mit dem Rudersport. Bei den Junioren-Weltmeisterschaften 2007 erreichte sie im Doppelvierer den vierten Platz, im Jahr darauf belegte sie im Doppelzweier den achten Platz. Bei den Junioren-Weltmeisterschaften 2009 gewann sie mit Denisa Cvankarová im Doppelzweier die Silbermedaille hinter dem deutschen Boot. Bei den Weltmeisterschaften 2009 trat sie mit ihrer älteren Schwester Jitka Antošová an und belegte den fünften Platz. Zum Saisonausklang 2009 gewannen die beiden Schwestern Silber bei den Europameisterschaften. 2010 erreichten die Geschwister Antošová in allen Ruder-Weltcup-Regatten das Finale. Bei den Europameisterschaften 2010 belegten sie den fünften Platz, bei den Weltmeisterschaften kamen sie als Vierte ins Ziel. 2011 folgte auf einen sechsten Platz bei den Weltmeisterschaften die Bronzemedaille bei den Europameisterschaften. Nach zwei Weltcupregatten im A-Finale im Saisonverlauf 2012 belegten die Tschechinnen den siebten Platz bei den Olympischen Spielen 2012.
Zusammen mit Denisa Cvankarová belegte Lenka Antošová den fünften Platz bei den Europameisterschaften 2013, bei den U23-Weltmeisterschaften 2013 gewannen die beiden die Bronzemedaille. 2014 startete Lenka Antošová bei den Europameisterschaften mit Anna Zabová und belegte den siebten Platz, bei den Weltmeisterschaften 2014 belegte Lenka Antošová mit Lucie Zabová den 13. Platz. 2015 rückte Kristýna Fleissnerová zu Lenka Antošová in den Doppelzweier, bei den Europameisterschaften erreichten die beiden den neunten Platz. Bei den Weltmeisterschaften 2015 qualifizierten sich die ersten elf Doppelzweier für die Olympischen Spiele 2016, die beiden Tschechinnen belegten den zwölften Platz. In die Olympiasaison starteten die beiden mit dem Gewinn der Bronzemedaille bei den Europameisterschaften 2016. Nachdem sich die Tschechinnen in Luzern noch für die Olympischen Spiele qualifizieren konnten, belegten sie bei der Olympischen Regatta 2016 den zehnten Platz. 
Ein Jahr später gewannen die beiden Tschechinnen vor heimischem Publikum den Titel bei den Europameisterschaften 2017 in Račice u Štětí. Bei den Weltmeisterschaften 2017 reichte es dann aber nur zu einem siebten Platz. Ihren Titel konnten sie im Jahr darauf nicht verteidigen und wurden bei den Europameisterschaften 2018 fünfte. Bei den Weltmeisterschaften 2018 belegten sie erneut den siebten Platz und bei den Weltmeisterschaften 2019 den achten Platz. Nach der Zwangspause wegen der COVID-19-Pandemie erreichten die Tschechinnen den vierten Platz bei den Europameisterschaften 2020. Bei den Olympischen Spielen in Tokio belegten sie wie 2016 den zehnten Platz.